# N91 (Nederland)
De N91 was volgens de wegnummering 1957 de Nederlandse weg van de Afsluitdijk naar Ommen. De weg liep over de  Rijksweg 43, de Rijksweg 38 en de Rijksweg 34.
In 1957 werd het E-wegenstelsel ingevoerd in een aantal landen in West-Europa, waaronder Nederland. Niet alle belangrijke wegen kregen een Europees E-nummer. De belangrijke wegen zonder E-nummer kregen een nationaal N-nummer. Hiervoor werd de serie N89-N99 gebruikt om ervoor te zorgen dat de nummers niet overlapten met de (toen nog slechts administratieve) rijkswegnummers die van 1 tot en met 82 liepen.
Zo kreeg de weg van de Afsluitdijk via Joure, Emmeloord en Zwolle naar Ommen het nummer N91. Bij de Afsluitdijk sloot de N91 aan op de oude E10 tussen Amsterdam en Leeuwarden, in Zwolle op de oude E35 tussen Amersfoort en Meppel en in Ommen op de N92 tussen Emmen en Hengelo.
De N-nummering was geen groot succes. In 1978 werd de nieuwe N-nummering ingevoerd. Daarbij werd de N91 opgesplitst in drie delen. Het deel tussen de Afsluitdijk en Joure kreeg het nummer A7, het deel tussen Joure en Zwolle het nummer A50/N50 en het deel tussen Zwolle en Ommen het nummer N34. In 1993 is de N34 tussen Zwolle en Ommen overgedragen aan de provincie Overijssel en de weg heeft het nummer N340 gekregen. In 1994 is het deel van de A50 tussen Joure en Emmeloord hernummerd naar A6.
 ·  ·  ·  ·  ·  ·  ·  ·  ·  · 